# Средства массовой информации Белгорода
Средства массовой информации в Белгороде представлены более чем 20 печатными изданиями, 6 информационными агентствами, более чем 20 телеканалами и 21 радиостанциями, также действует несколько кабельных операторов. Среди печатных СМИ самым популярным информационным изданием являются «Белгородские известия», среди рекламных изданий лидером является газета «Моя реклама».

## Газеты
- Белгородская правда — общественно-политическое издание, тираж 14 000 экземпляров[2].
- Белгородские известия — общественно-политическое издание, тираж 12 000 экземпляров[3].
- Смена — спортивный еженедельник, рассказывающим  о новостях со спортивных арен и о здоровом образе жизни, тираж 5 000 экземпляров[3].
- Наш Белгород

## Радио
| Частота   | Название                     | Мощность | Место вещания    | Высота | RDS |
| 87,6 МГц  | Европа Плюс                  | 1 КВт    | РТПС Белгород    | 50 м.  | +   |
| 88,3 МГц  | RFM                          | 2 КВт    | РТПС Белгород    | 217 м. | +   |
| 88,7 МГц  | Радио Маяк                   | 1 КВт    | РТПС Белгород    | 195 м. | -   |
| 89,6 МГц  | Радио Гордость               | 1 КВт    | РТПС Белгород    | 195 м. | -   |
| 90,7 МГц  | Радио Комсомольская Правда   | 500 Вт   | РТПС Белгород    | 215 м. | +   |
| 91,4 МГц  | Маруся FM                    | 1 КВт    | РТПС Белгород    | -      | +   |
| 91,8 МГц  | Радио Русь                   | 1 КВт    | РТПС Белгород    | -      | +   |
| 92,2 МГц  | (ПЛАН) Радио Z-FM            | 1 КВт    | -                | -      | -   |
| 92,6 МГц  | (ПЛАН) Ретро FM              | 1 КВт    | -                | -      | -   |
| 100,9 МГц | Радио Мира Белогорья         | 1 КВт    | РТПС Белгород    | -      | +   |
| 101,7 МГц | Новое радио                  | 1 КВт    | Студенческая, 14 | 50 м.  | +   |
| 102,2 МГц | Русское радио                | 1 КВт    | РТПС Белгород    | -      | -   |
| 102,7 МГц | Радио Ваня                   | 1 КВт    | РТПС Белгород    | 110 м. | +   |
| 103,2 МГц | Радио Вера                   | 1 КВт    | РТПС Белгород    | -      | +   |
| 103,6 МГц | Хит FM                       | 1 КВт    | Студенческая, 16 | 40 м.  | +   |
| 104,2 МГц | Радио ENERGY                 | 1 КВт    | РТПС Белгород    | 215 м. | +   |
| 104,7 МГц | Comedy Radio                 | 1 КВт    | РТПС Белгород    | 110 м. | +   |
| 105,2 МГц | Радио Z-FM                   | -        | РТПС Белгород    | -      | +   |
| 105,9 МГц | Вести FM                     | 1 КВт    | РТПС Белгород    | 155 м. | -   |
| 106,3 МГц | Радио Монте-Карло            | 1 КВт    | РТПС Белгород    | 120 м. | +   |
| 106,8 МГц | Дорожное радио               | 5 КВт    | РТПС Белгород    | 50 м.  | +   |
| 107,2 МГц | Радио России / ГТРК Белгород | 1 КВт    | РТПС Белгород    | 135 м. | -   |
| 107,7 МГц | Авторадио                    | 1 КВт    | РТПС Белгород    | 110 м. | +   |

## Телевидение
| Частота | Название                                                                | Мощность | Место вещания | Высота | Примечания |
| 39      | Мир Белогорья (заявка: Третий мультиплекс цифрового телевидения России) | 1 КВт    | РТПС Белгород | 136 м. |            |
| 43      | Первый мультиплекс цифрового телевидения России                         | 5 КВт    | РТПС Белгород | 180 м. |            |
| 46      | Второй мультиплекс цифрового телевидения России                         | 5 КВт    | РТПС Белгород | 180 м. |            |

### Областные и городские телеканалы
Действующие:
- ГТРК Белгород (выходит в эфир на каналах Россия-1 и Россия-24) в пакетах РТРС-1;
- Мир Белогорья (Обязательный общедоступный региональный телеканал, собственное круглосуточное программирование на 21 позиции в кабельных и IPTV сетях региона, спутниковых сетях, онлайн, мобильных приложениях и в аналоговом вещании по области; в цифровом эфирном вещании выходит в эфир на канале ОТР);
- Белгород 24 (самостоятельный телеканал в кабельных сетях и онлайн).

Закрытые телеканалы:
- СТС-Белгород (до 2003 года — Магнит) (1991—2008)
- ТВЦ-Белгород (2001—2005)
- Белый город (2002—2012)

## Информационные агентства
- bel.ru — Информационное агентство BEL.RU
- mediatron.ru — Медиатрон

### Онлайн-СМИ
- mirbelogorya.ru — Мир Белогорья;
- belnovosti.ru — сайт «БелНовости» холдинга «Белгород Медиа»;
- belpressa.ru — «БелПресса»;
- bel.kp.ru — «Комсомольская правда в Белгороде»;
- vBelgorode.com — Белгородский городской портал;
- go31.ru — сайт города Белгорода
- belive.ru — сетевое издание Belive.ru;
- fonar.tv — сетевое издание Fonar.tv.